# غيم بوي كولر

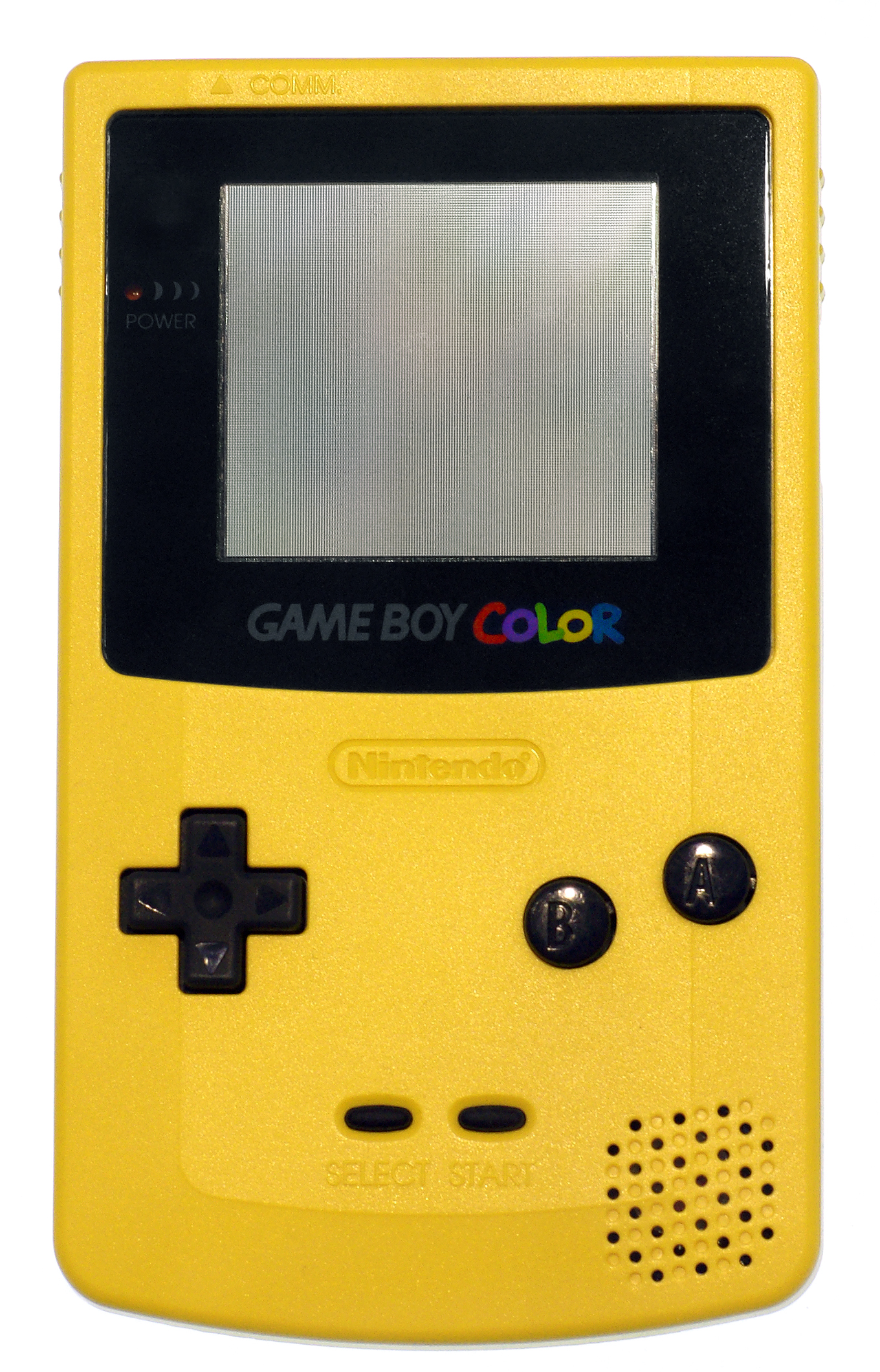
غيم بوي كولر باللون الأصفر

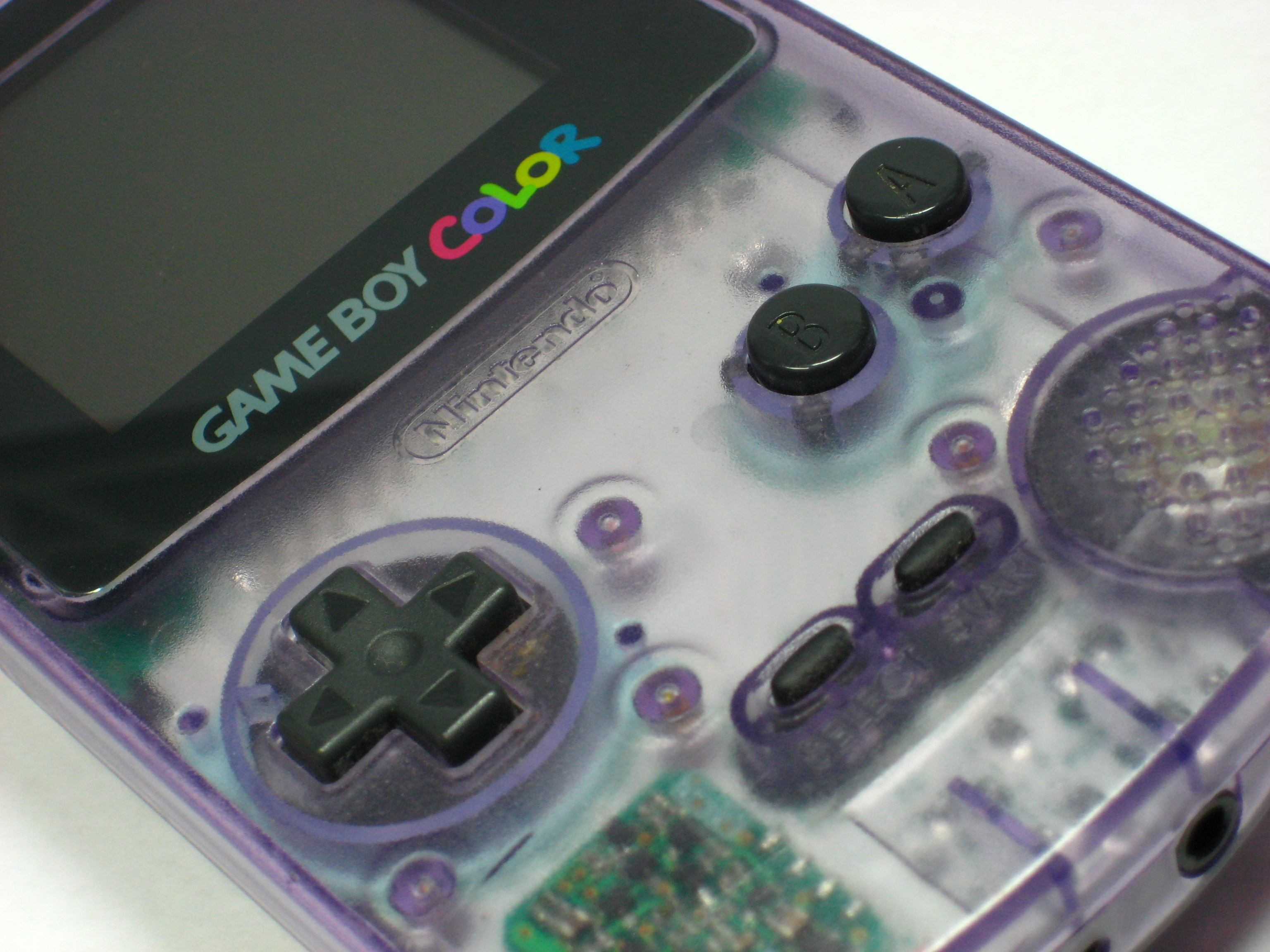
يد تحكم اللعبة أسفل الشاشة.

غيم بوي كولر (بالإنجليزية: Game Boy Color)‏ هو نظام ألعاب فيديو محمول من الجيل الرابع من عائلة أنظمة ألعاب الفيديو لنينتندو صدر 1998.

## المواصفات
- وحدة المعالجة المركزية: Zilogic Z80 8 بت @ 4-8 ميغاهيرتز (اعتمادا على خرطوشة إدخالها)
- ذاكرة الوصول العشوائي: 32 كيلوبايت
- الفيديو: وحدة المعالجة المركزية التي يسيطر عليها
- عرض : شارب لون شاشات الكريستال السائل مع قرار من 160x144 بكسل
- الطاقة : 2 بطارياتودائم 10 ساعة
- الحجم والوزن : الارتفاع 133 ملم، 75 ملم واسعة وعميقة 27 ملم. الوزن : 138ج
- الصوت: ستيريو قناة 4

## وصلات خارجية
- Game Boy Color على موقع Nintendo.com
- Official website
- Game Boy Color at Nintendo.com (archived versions at the أرشيف الإنترنت)
- Game Boy Color games list at Nintendo.com (archived from "the original" (PDF). مؤرشف من الأصل (PDF) في 2006-09-03. at the أرشيف الإنترنت)
- غيم بوي كولر على مشروع الدليل المفتوح